# Никола Калипетровски
Никола Искров Калипетровски е български учител и политик, кмет на Провадия, депутат в Учредителното събрание в 1879 година.

## Биография
Роден е на 10 октомври 1846 година в село Калипетрово. Баща му умира, когато е малък. Семейството му се премества в шуменското село Черковна. Там той учи в първото новобългарско училище в региона. След това учи в село Дивдядово и в Шумен при Рашко Блъсков, Сава Филаретов и Добри Войников. Учителства в Черковна (1864 – 1867), Равна (1867 – 1868), Шумен (1868 – 1872) и Провадия (1873 – 1876). Преподава по взаимоучителната метода и налага българския език сред започналите да се гърчеят българи в региона. През 1873 г. участва в Учителския събор в Шуменска епархия. Учителят Калипетровски е сред основателите на читалището в Провадия (1864) и българската община в Провадия в 1866 година. По време на Руско-турската война на 11 ноември 1878 година руският комендант подполковник Константин Вигант назначава Калипетровски за кмет на града, а след два месеца е утвърден от народа на тристепенни избори.
В 1879 година е избран за депутат в Учредителното събрание от Самоковски окръг по звание като председател на градския съвет на Провадия. Участва и в 1 велико народно събрание. От 16 април 1879 г. за няколко дни е окръжен началник в Плевен. На 19 април 1879 г. е назначен за председател на окръжния съд в Белоградчик, но не приема длъжността и се завръща в Провадия, където е назначен за председател на окръжния съд и кмет на града. В периода 1881 – 1887 г. е околийски ковчежник в Провадия. Изявява се и като режисьор на постановки през 1890 и е подпредседател на театралното дружество. Сътрудничи на вестниците „Съветник“ (1864), „Македония“ (187 – 1871), Напредък (1875), „Право“, сп. „Слава“. Дава пари за издаване на „Периодическото списание на БКД“. Умира на 26 февруари 1926 година в Провадия.
Името му носи улица в Провадия.